# Ivar Asbjørn Følling
Ivar Asbjørn Følling (* 23. August 1888 in Kvam, heute Steinkjer; † 24. Januar 1973) war ein norwegischer Chemiker und Arzt.

## Leben

### Kindheit und Jugend
Følling wurde als jüngstes von sieben Kindern auf einem Bauernhof in Mittelnorwegen geboren. Schon früh war es für ihn und seine Geschwister selbstverständlich, bei der Arbeit auf dem elterlichen Gehöft mit anzufassen. Er besuchte zunächst die Dorfschule und durfte nach Abschluss der neunten Klasse zur Schule in Trondheim wechseln, wo er bei seiner ältesten Schwester lebte. Hier vollendete er die zehnte bis zwölfte Klasse.
Mit Abschluss der Oberschule wurde bei ihm eine Tuberkulose diagnostiziert und in Ermangelung anderer wirksamer Behandlungsmethoden musste er sich ein Jahr lang ausruhen ohne jegliche landwirtschaftliche Arbeit oder Studien. In diesem Jahr konnte er sich viele Gedanken darüber machen, was er mit seinem Leben anfangen sollte und beschloss, nicht Bauer, sondern Wissenschaftler und Arzt zu werden. Sein Vater wollte ihm diesen Weg zwar zunächst nicht erlauben, weil die Familie zu arm war, um ein Studium finanzieren zu können und seine Arbeitskraft auch auf dem familiären Hof benötigt wurde. Aber Følling war sehr entschlossen und handelte mit ihm aus, dass er versuchen konnte, sich das Studium mit Unterricht jüngerer Studenten selbst zu verdienen und im Sommer nach Hause auf den Hof zu kommen, um bei der Arbeit mitzuhelfen.

### Studium und wissenschaftliche Laufbahn
Also studierte Følling nach dem Abschluss an der einzigen und neu eingerichteten Norwegischen Technischen Hochschule in Trondheim Chemieingenieurwesen. Nach dem Abschluss 1916 erwartete seine Familie, dass er sich wenn nicht auf dem elterlichen Hof, so doch in Trondheim niederlasse. Følling plante jedoch, seine Studien an der Universität von Oslo fortzusetzen und erbat ein kleines Darlehen von seinem Vater, der es ihm in dem Glauben gewährte, es sei eine Starthilfe für die berufliche Laufbahn in der großen Hauptstadt. Als er ein Jahr später erneut um finanzielle Unterstützung bitten musste, gestand Følling auf Drängen seines Bruders, dass er an der Universität von Kristiania an der Zahnmedizinischen Fakultät Chemie unterrichtete und berufsbegleitend Medizin studiere. Glücklicherweise bewunderte der Vater seinen studierten Sohn und wünschte ihm alles Gute. Auch nach dem Abschluss dieses Studiums 1922 unterrichtete und forschte Følling weiter an der Zahnmedizinischen Fakultät. In den folgenden Jahren reiste er viel, bekleidete verschiedene Anstellungen als Assistenzarzt und bildete sich in England, Dänemark und den USA, wo er 1928 mit einem Stipendium der Rockefeller-Stiftung studierte, weiter. 1929 erhielt er den akademischen Grad eines Doktors. 1930 folgte eine zweite Forschungsreise in die USA und 1931 heiratete er seine Frau Guri, die ihn kurz nach der Hochzeit zu einem weiteren Forschungsstipendium nach Wien begleitete. 1932 wurde er zum Professor für Ernährungswissenschaft an der Universität von Oslo und 1935 zum Professor für Physiologie an der Veterinärhochschule ernannt. Von 1953 bis zu seinem Ruhestand 1958 war er Professor für Biochemie und leitender Arzt des Zentrallabors am Rikshospitalet in Oslo.

## Werk
Der Name Føllings ist vor allem mit der ersten Entdeckung einer angeborenen Stoffwechselerkrankung, der Phenylketonurie, verbunden. Diese Erkrankung heißt im norwegischen Sprachgebrauch zu seinen Ehren zumeist Følling-Krankheit.
Den Eltern von zwei Kindern mit einer geistigen Entwicklungsverzögerung in Oslo war ein seltsam modriger Geruch des Urins beider Geschwister aufgefallen. Sie erfuhren, dass Følling über Stoffwechselkrankheiten forschte und traten nach verschiedenen vergeblichen Arztbesuchen 1939 mit der Frage an ihn heran, ob möglicherweise ein Zusammenhang zwischen diesem auffälligen Geruch und der Behinderung ihrer Kinder bestehen könnte. Obwohl Følling noch nie von einem solchen Zusammenhang gehört hatte, erklärte er sich bereit, den Urin zu untersuchen. Bei der ersten Untersuchung einer Urinprobe der älteren Tochter waren die gängigen Proben auf Eiweiß, Blut, Entzündungszellen und Zucker normal. Als er auf der Suche nach Ketonen eine angesäuerte Urinprobe mit Eisen(III)-chlorid-Lösung versetzte, färbte diese sich dunkelgrün, eine Reaktion, die er noch nie gesehen hatte. Offensichtlich musste eine unbekannte Substanz in diesem Urin vorhanden sein. Auch beim jüngeren Bruder fand er die gleiche auffällige Reaktion mit Eisenchlorid. Nun begann Følling nach der unbekannten Substanz zu suchen, die er schließlich als Phenylbrenztraubensäure identifizierte. Da er die ursprüngliche Fragestellung der Eltern, ob es einen Zusammenhang mit der geistigen Entwicklungsstörung gebe, nicht vergessen hatte, untersuchte er in Einrichtungen zur Pflege von geistig Behinderten in und um Oslo insgesamt 480 Kinder und fand darunter acht weitere mit der auffälligen Ausscheidung, davon zwei weitere Geschwisterpaare. Noch im selben Jahr veröffentlichte er in einer norwegischen und einer deutschen Fachzeitschrift seine Erkenntnisse und nannte die Störung zunächst Imbecillitas phenylpyruvica, Phenylbrenztraubensäure-Schwachsinn.

## Auszeichnungen
- 1962 erster Preisträger des Joseph P Kennedy International Award in Mental Retardation